# Backform

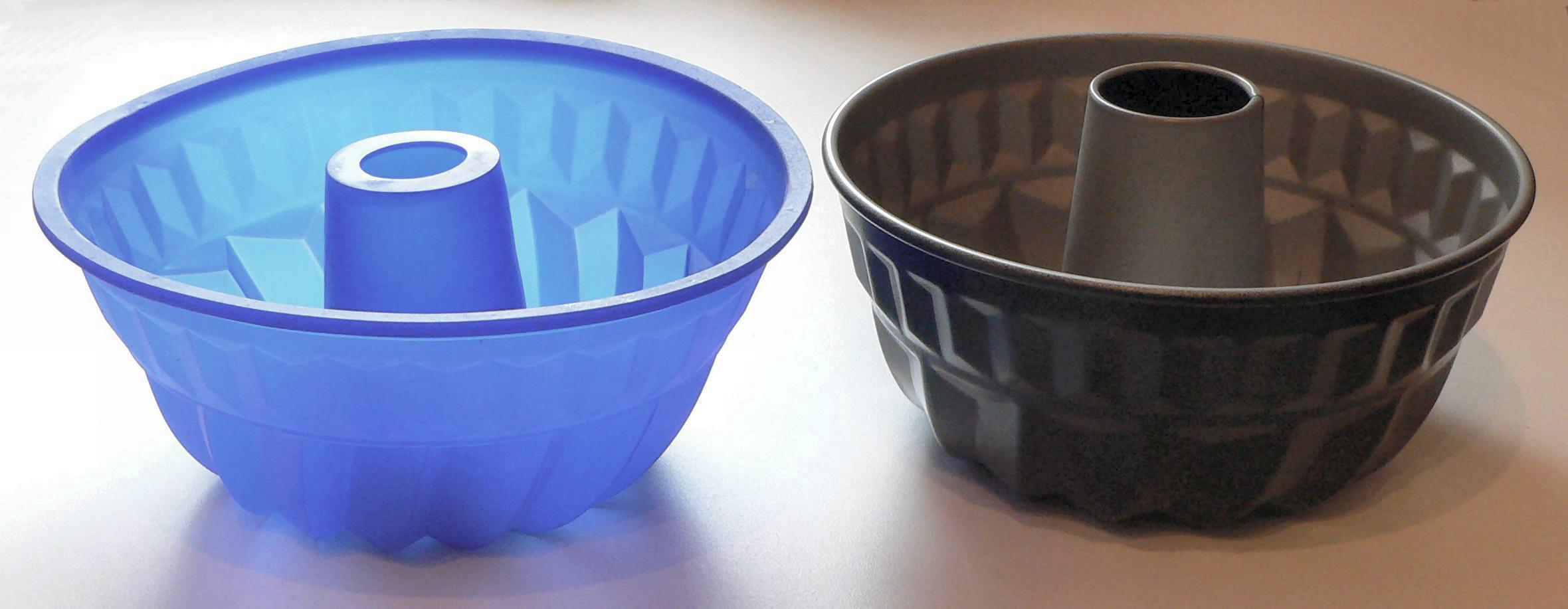
Napfkuchen-Formen aus Silikon und Metall

Eine Backform ist ein Kleingerät, worin Backwaren gebacken werden, die nicht direkt auf der Herdfläche gebacken werden können. Backformen können verschiedene Formen haben. Für feine Backwaren werden unregelmäßige, runde, konische oder ovale Ausführungen verwendet. Für Gebäcke aus Hefefeinteig oder Rührmasse sind die rechteckigen Kastenformen üblich. Backformen sind z. B. aus Weißblech, Aluminium oder Kunststoff (Silikon) hergestellt. Sie können auch emailliert oder mit einer Antihaftbeschichtung (insb. PTFE) ausgestattet sein. Daneben gibt es auch durchsichtige Backformen aus hitzebeständigem Borosilikatglas.

## Formen

### Napf- und Kranzformen
Für Kuchen wie Gugelhupf und flachere Kranzkuchen. Für Pudding gibt es spezielle Puddingformen. Das später hinzugekommene Loch in der Mitte dient dabei einer schnelleren und gleichmäßigeren Wärmeverteilung. In Franken werden Kuchen in Kranz- oder Gugelhupfform seltener auch Schatt genannt.

### Kastenformen

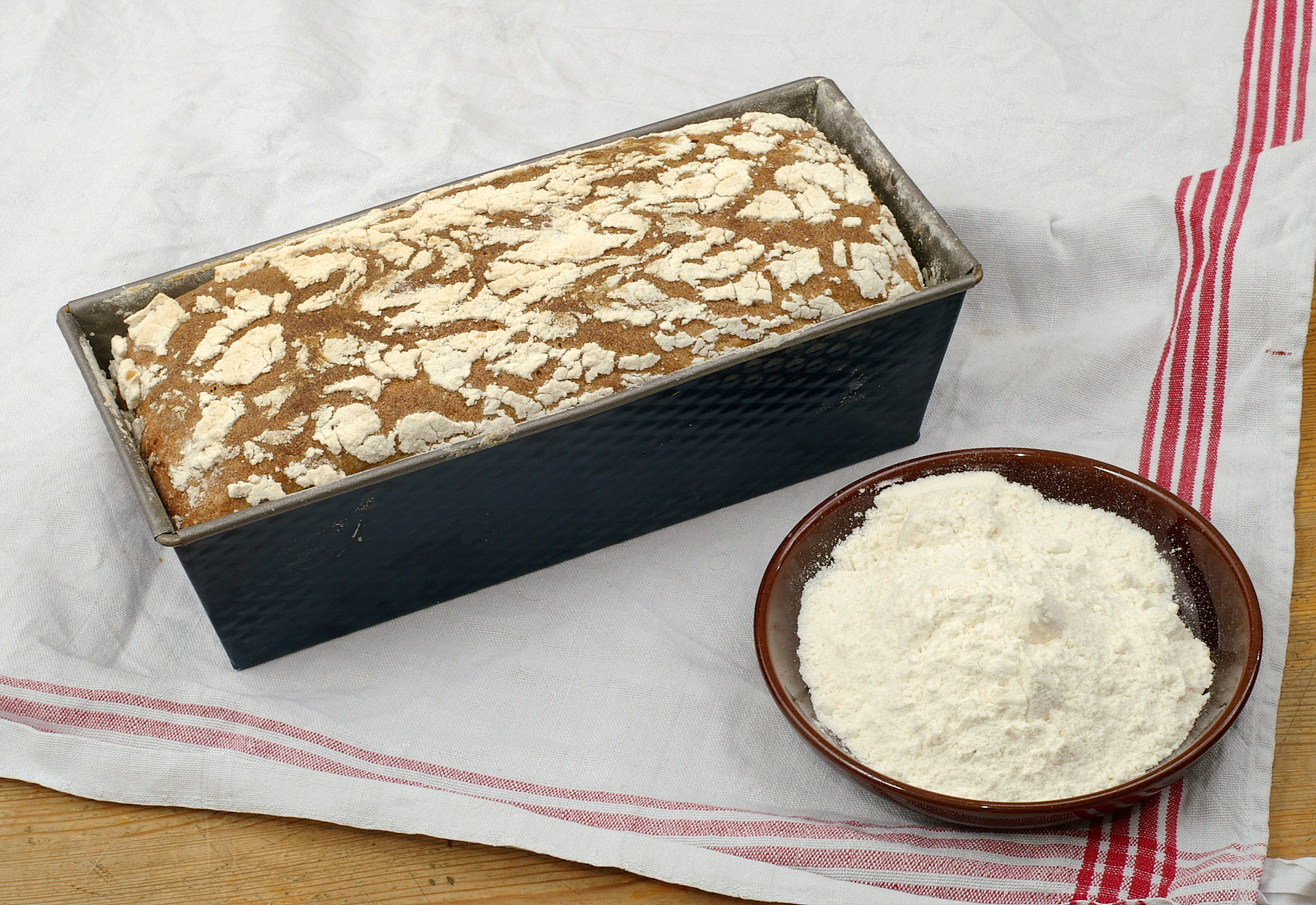
Kastenform

Kastenformen sind rechteckig und etwa gleich breit wie hoch. Typischer Verwendungszweck sind Rührkuchen, Pasteten, Leberkäse und verschiedene Brote, die z. B. einen fetthaltigen Teig haben wie Kastenweißbrot. In der Schweiz ist die Bezeichnung Cakeform üblich.

### Springformen
Springformen sind in der Regel runde, teilweise aber auch eckige oder anders geformte (z. B. Herzform), meist flache Backformen aus zwei Teilen: Ein blecherner, verstellbarer Ring bildet die Seitenwand, in den ein auswechselbarer Boden eingespannt wird. Mit flachem Boden dient sie vor allem zum Backen von Kuchen und Tortenböden, mit einem Boden mit zentralem Kamin (sogenannter „Rohrboden“) ersetzt sie eine Kranzform für Rührkuchen. Anders als bei anderen Backformen muss der fertige Kuchen nicht gestürzt werden, sondern die Form springt durch Öffnen des Spannhebels des äußeren Rings auf, Wand und Boden trennen sich voneinander. Solche Backformen werden auch mit Auslaufschutz hergestellt. Dabei ist das untere Trägerblech etwas größer und dient durch seine Formgebung als Auffangrinne.

Rührkuchen in einer Springform
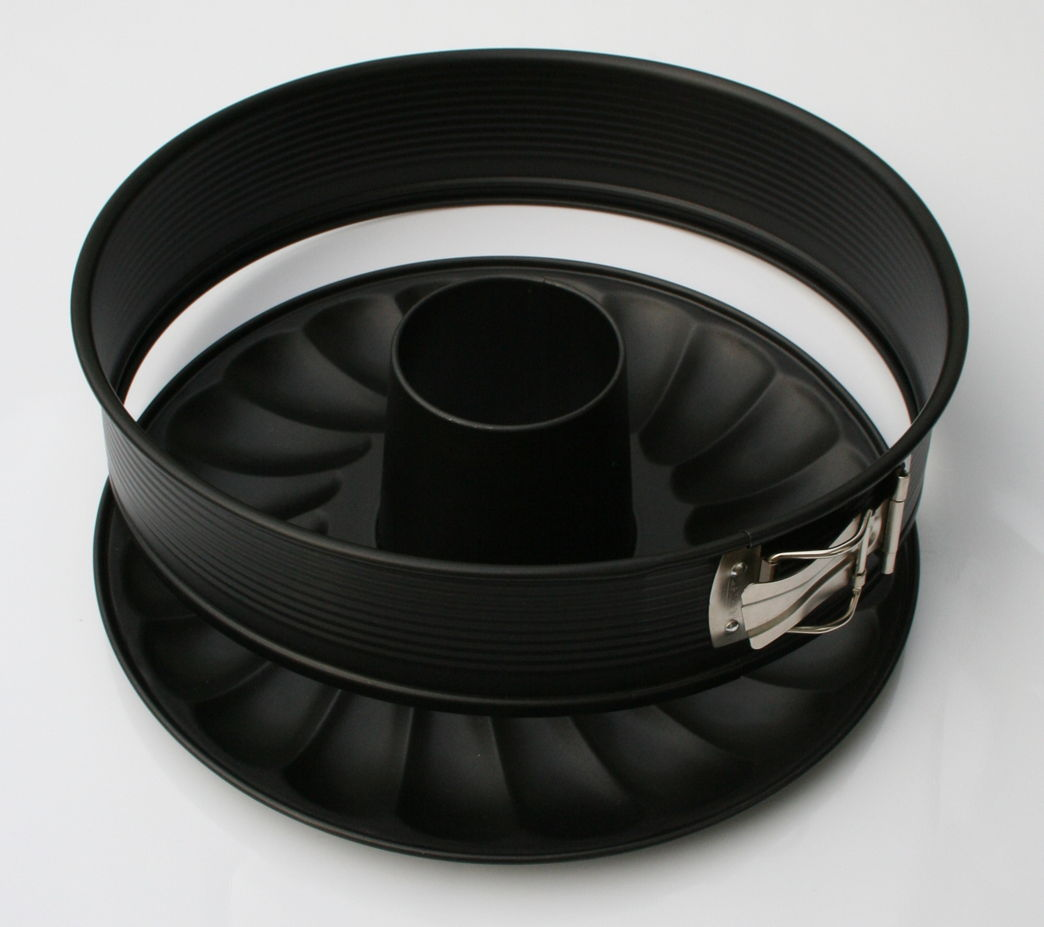
Springform mit Rohrboden

### Motivbackformen
Motivformen sind Backformen, welche die Kuchen als Figuren, Motive, Symbole oder andere Abbilder in dreidimensionaler Form backen lassen. Beispiele sind Motivbackformen, die z. B. die Form von Autos, Schiffen usw. aufweisen oder aktuelle Figuren aus Film und Fernsehen wie Micky Maus, Spongebob, Spider-Man u. ä. bilden. In Europa sind einige Motivbackformen durchgehend im Handel (vorzugsweise zeitlose Festtagsmotive, wie Hasen, Weihnachts- oder Schneemänner). Motive aus gängigen TV-Serien werden von lizenzberechtigten (meist amerikanischen) Formherstellern gefertigt und überwiegend in den Vereinigten Staaten angeboten. Besondere Formen können auch in Leihgeschäften in Deutschland ausgeliehen werden (Backformenverleih). Die Formen bestehen meist aus oberflächengeglättetem Aluminium, aus Edelstahl oder aus massivem Aluminiumguss mit Antihaftbeschichtung. Die Größe liegt bei etwa 30 cm × 25 cm × 6 cm. Das Teigvolumen liegt zwischen 1,5 und 2,5 Litern.

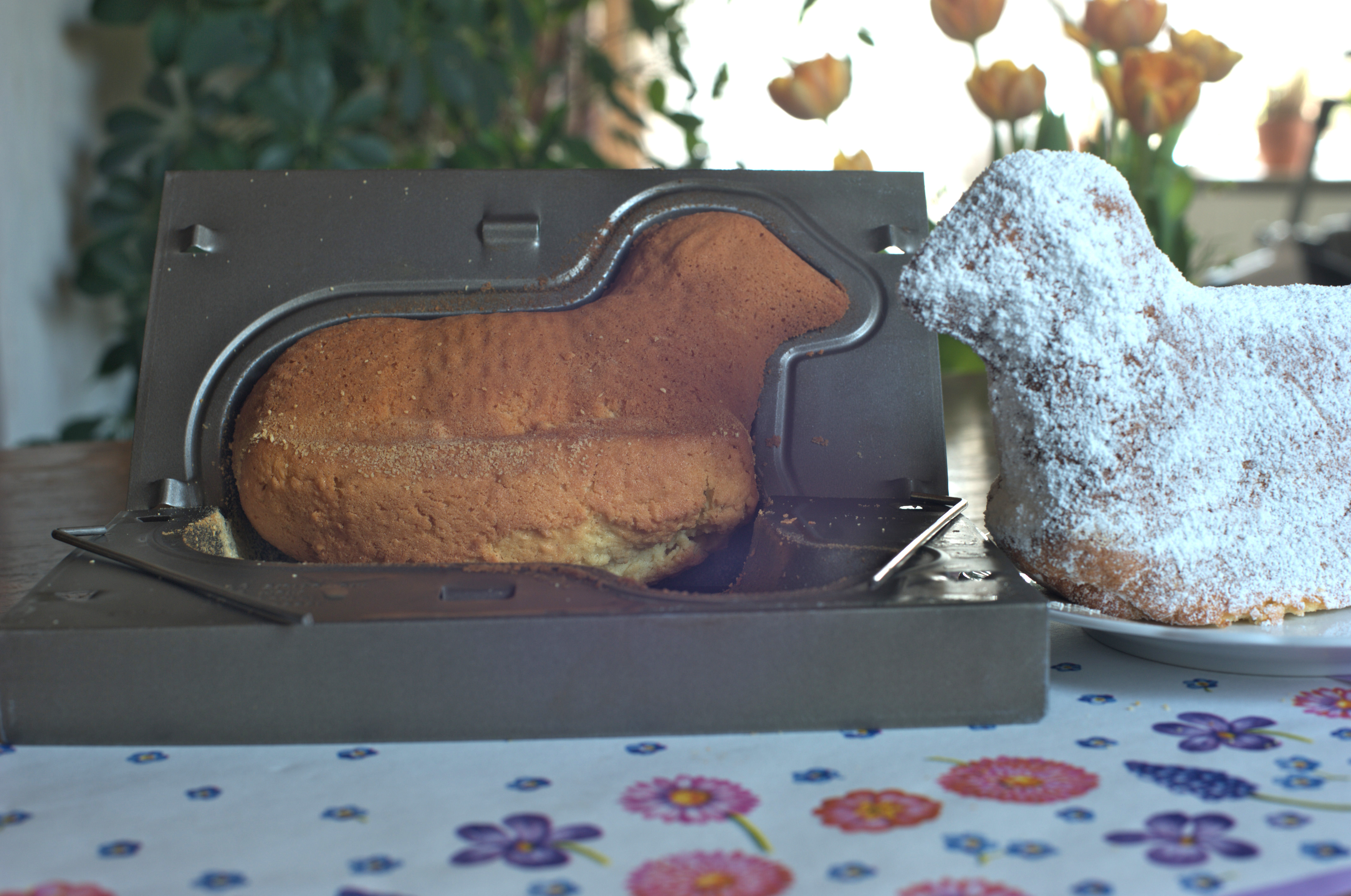
Backform für Osterlamm aus Rührteig
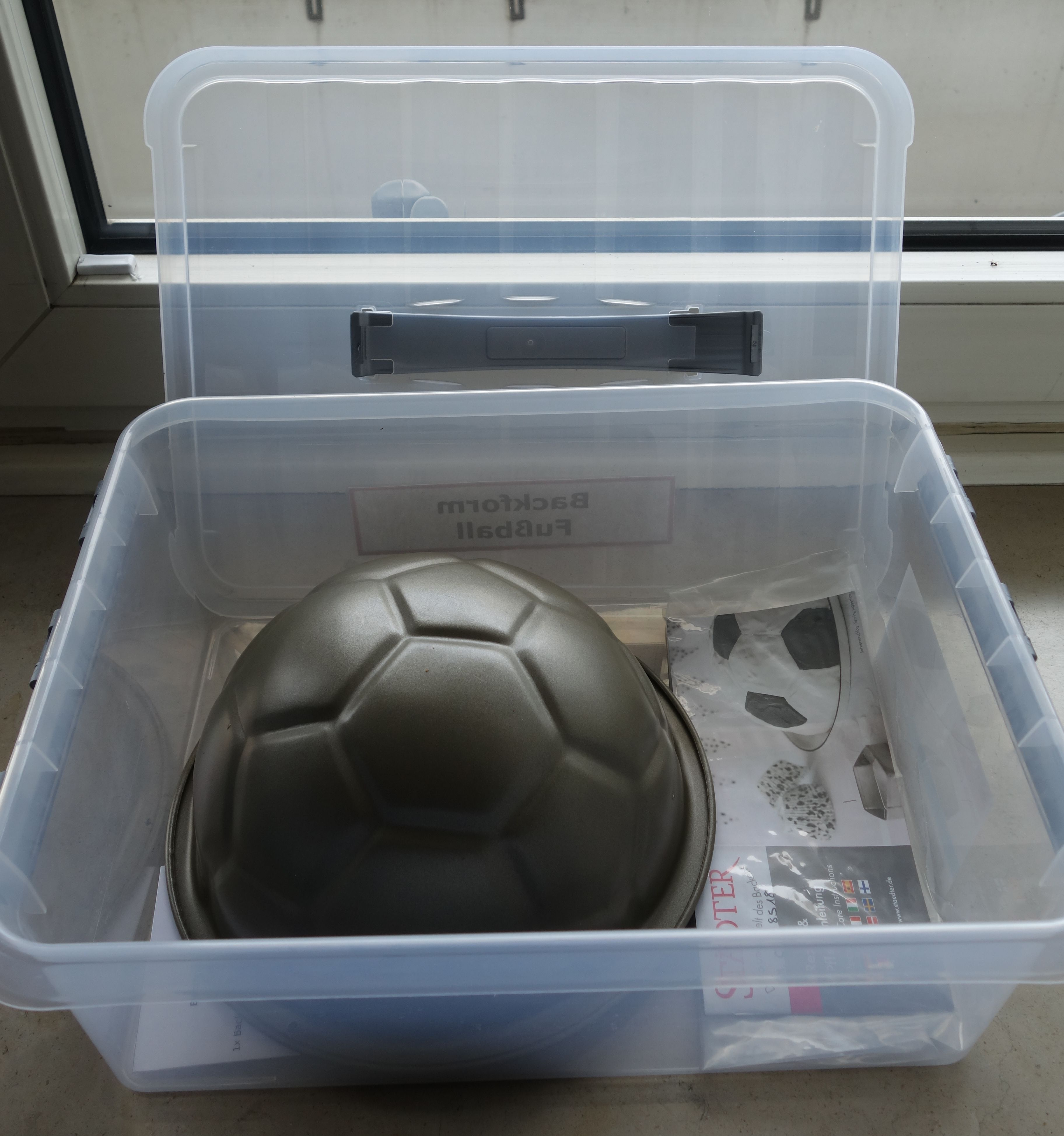
Fußball-Backform, ausleihbar in der Zentralbibliothek Düsseldorf

### Backformenverbände
Backformenverbände (für normale Ofengrößen) sind Backbleche, in die mehrere gleiche Backmotive gepresst sind. Typische Beispiele sind Eclairformen (Löffelbiskuitform) und Bärentatzen- oder Madeleine-Backbleche. Aber auch andere Motive (Bärchen, Herzen und dergleichen) können als Muffins in Backformenverbände eingepresst sein. Auf den deutschen Markt kommen zunehmend Backformenverbände aus Nordamerika mit verschiedenen Motiven (Muffins) wie Schmetterlinge, Dinosaurier, Käfer, Insekten, Zootiere und dergleichen. Diese importierten Backformenverbände bestehen in der Regel wie die Motivbackformen aus Aluminiumguss mit Antihaftbeschichtung (non-stick). Die Größe liegt bei etwa 10 cm × 8 cm × 5 cm.

### Backschalen aus glasiertem Steinzeug

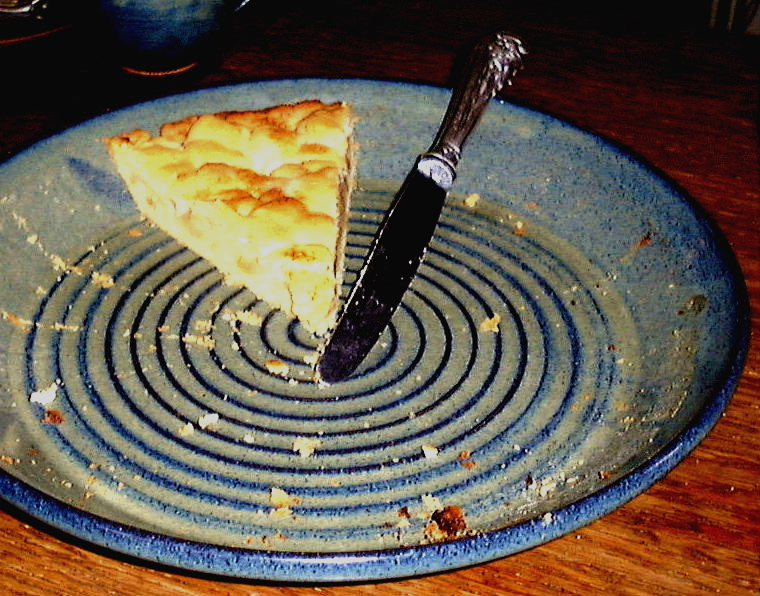
Gedeckter Apfelkuchen in einer Backschale

Backschalen werden noch heute in einigen Töpfereien handwerklich hergestellt. Der Kuchen wird in der Schale ausgebacken. Anschließend muss er aber nicht aus der Form gestürzt werden. Er wird serviert, angeschnitten und Stück für Stück aus der Form gehoben.

### Sonstige

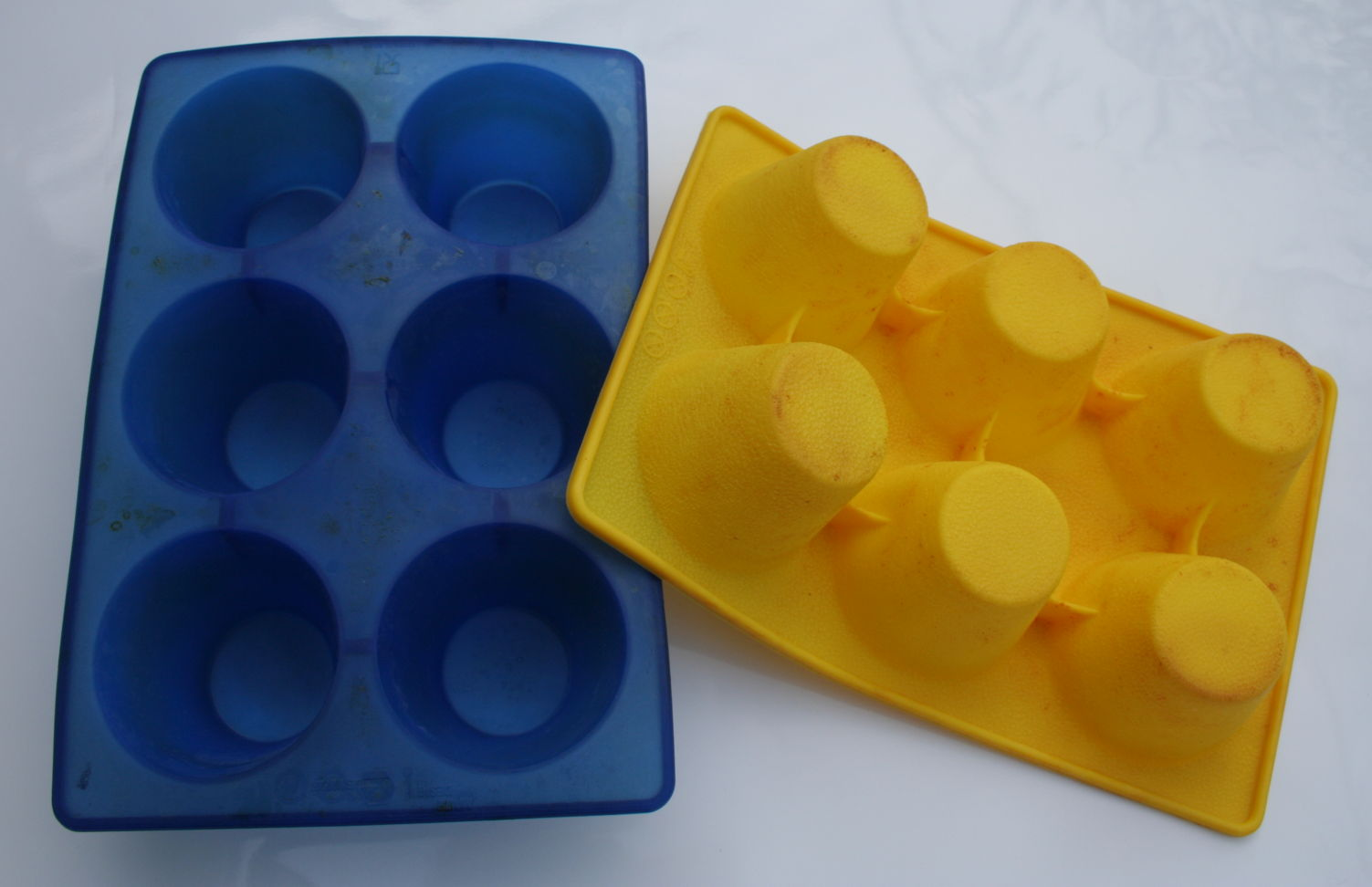
Muffin-Backformen aus Silikon

Daneben gibt es verschiedene Backformen für Kleingebäcke wie Muffins, Yorkshire-Pudding oder kleine Pasteten (ein Blech mit mehreren napfartigen Vertiefungen) oder dekorative Spezialformen z. B. für Weihnachts- und Ostergebäck.